# Колрейн (футбольний клуб)
Колр́ейн (англ. Coleraine Football Club) — напівпрофесійний північноірландський футбольний клуб, що виступає у Чемпіонаті Північної Ірландії з футболу. Клуб заснований у 1927 році, представляє місто Колрейн, графство Лондондеррі, домашні матчі проводить на стадіоні «Шоуграундс», який вміщує 4 900 глядачів. Клубні кольори білий та блакитний.

## Досягнення
Чемпіонат Північної ірландії
Прем'єршип
- Чемпіон (1): 1973/74
- Віце-чемпіон (12): 1963/64, 1964/65, 1969/70, 1974/75, 1984/85, 1985/86, 1986/87, 1996/97, 1999/00, 2017/18, 2019/20, 2020/21
- Бронзовий призер (10): 1929/30, 1951/52, 1967/68, 1975/76, 1981/82, 1982/83, 1987/88, 1988/89, 2002/03, 2016/17

Чемпіоншип
- Чемпіон (1): 1995/96

Кубок Північної Ірландії
- Переможець (6): 1964/65, 1971/72, 1974/75, 1976/77, 2002/03, 2017/18
- Фіналіст (7): 1947/48, 1952/53, 1981/82, 1985/86, 2003/04, 2007/08, 2016/17

Кубок північноірландської ліги
- Переможець (2): 1987/88, 2019/20
- Фіналіст (7): 1992/93, 1993/94, 1999/00, 2009/10, 2011/12, 2021/22, 2022/23

Золотой кубок
- Переможець (4): 1931/32, 1958/59, 1969/70, 1975/76
- Фіналіст (2): 1997/98, 2000/01

Кубок чотирьох
- Переможець (1): 1968/69
- Фіналіст (2): 1966/67, 1967/68

Кубок Blaxnit
- Переможець (2): 1968/69, 1969/70
- Фіналіст (1): 1971/72

Кубок Ulster
- Переможець (8): 1965/66, 1968/69, 1969/70, 1972/73, 1975/76, 1985/86, 1986/87, 1996/97

Кубок Міста
- Фіналіст (2): 1953/54, 1968/69

## Виступи в єврокубках
| Сезон   | Змагання                     | Раунд | Суперник           | Вдома | На виїзді | В сукупності |
| ------- | ---------------------------- | ----- | ------------------ | ----- | --------- | ------------ |
| 1965–66 | Кубок володарів кубків       | 1Р    | Динамо Київ        | 1–6   | 0–4       | 1–10         |
| 1969–70 | Кубок ярмарків               | 1Р    | Женесс Еш          | 4–0   | 2–3       | 6–3          |
| 1969–70 | Кубок ярмарків               | 2Р    | Андерлехт          | 3–7   | 1–6       | 4–13         |
| 1970–71 | Кубок ярмарків               | 1Р    | Кілмарнок          | 1–1   | 3–2       | 4–3          |
| 1970–71 | Кубок ярмарків               | 2Р    | Спарта Роттердам   | 1–2   | 0–2       | 1–4          |
| 1974–75 | Кубок Європейських чемпіонів | 1Р    | Феєнорд            | 1–4   | 0–7       | 1–11         |
| 1975–76 | Кубок володарів кубків       | 1Р    | Айнтрахт Франкфурт | 2–6   | 1–5       | 3–11         |
| 1977–78 | Кубок володарів кубків       | 1Р    | Локомотив Лейпциг  | 1–4   | 2–2       | 3–6          |
| 1982–83 | Кубок володарів кубків       | 1Р    | Тоттенгем Готспур  | 0–3   | 0–4       | 0–7          |
| 1983–84 | Кубок УЄФА                   | 1Р    | Спарта Роттердам   | 1–1   | 0–4       | 1–5          |
| 1985–86 | Кубок УЄФА                   | 1Р    | Лейпциг            | 1–1   | 0–5       | 1–6          |
| 1986–87 | Кубок УЄФА                   | 1Р    | Шталь Бранденбург  | 1–1   | 0–1       | 1–2          |
| 1987–88 | Кубок УЄФА                   | 1Р    | Данді Юнайтед      | 0–1   | 1–3       | 1–4          |
| 1997–98 | Кубок УЄФА                   | 1КР   | Грассгоппер        | 1–7   | 0–3       | 1–10         |
| 2000–01 | Кубок УЄФА                   | КР    | Ергрюте            | 1–2   | 0–1       | 1–3          |
| 2002    | Кубок Інтертото              | 1Р    | Сан-Жулія          | 5–0   | 2–2       | 7–2          |
| 2002    | Кубок Інтертото              | 2Р    | Труа               | 1–2   | 1–2       | 2–4          |
| 2003–04 | Кубок УЄФА                   | КР    | Уніан Лейрія       | 2–1   | 0–5       | 2–6          |
| 2017–18 | Ліга Європи                  | 1КР   | Гаугесун           | 0–0   | 0–7       | 0–7          |
| 2018–19 | Ліга Європи                  | 1КР   | Спартак Суботиця   | 0–2   | 1–1       | 1–3          |
| 2020–21 | Ліга Європи                  | ПР    |                    |       |           |              |

## Вболівальники
Колрейнські вболівальники називають себе Голуба та Біла Армія і зазвичай їх можна почути ще від залізничної станції, коли вони підтримують команду в день матчу.